# Maurizio Elettrico
Maurizio Elettrico (Napoli, 9 gennaio 1965) è un artista e scrittore italiano.

## Biografia
Esordisce nel 1993 con una personale alla galleria Vera Vita Gioia di Napoli. La sua ricerca in questa prima fase si concentra sulla realizzazione d’installazioni polimateriche a ispirazione concettuale, spesso accompagnate da testi narrativi. Nell’anno successivo è invitato all’Arte Fiera di New York dove vengono presentati sculture  in tessuto con l’aspetto di abiti inutilizzabili, dischi musicali incisi con soggetti onirici e copertine di libri inventati e di argomento impossibile.
Nel 1998 comincia la sua collaborazione con il curatore belga Jan Hoet. Partecipa infatti alla mostra Voor het verdwijnt en daarna, curata dallo stesso Hoet a Watou in Belgio, dove sono presenti artisti come Joseph Beuys, Juan Muñoz, Robert Gober, Wim Delvoye.
Nel 2000 è coinvolto in un'altra collettiva ancora con la cura di Hoet "Ihr wart ins Wasser eingeschrieben” nella città di Hannoversch Münden in Germania. Nello stesso anno è tra gli artisti inseriti nella mostra NATO a New York, dove presenta immagini fotografiche con scritte che fanno riferimento a situazioni surreali come Istituto per la riodorizzazione delle rose e Confraternita per la cristianizzazione forzata dei topolini.
Intanto alcune opere di questa sua prima produzione entrano nella collezione permanente della SMAK, Museum Van Heden Daagse Kunst a Gent in Belgio in particolare lavori in tessuti e i libri impossibili.
Dal 2003 comincia a lavorare a Napoli con la Fondazione Morra e presso la storica galleria Morra a Via Calabritto realizza la sua personale: Il giardino degli altri.
Negli anni successivi si assiste a una svolta profonda del suo lavoro: in questa fase la dimensione letteraria comincia ad acquisire il carattere monumentale del romanzo fantastico.
Per le edizioni Morra pubblica The New Empire, biografia di un personaggio del futuro, Leo Bruno, raccontata da un immaginario studioso, Desmond Brown, che vivrebbe a sua volta in un tempo avvenire ancora più remoto. La caratteristica del testo è che non si distingue da un autentico saggio storico. La critica ha spesso parlato per questo insolito libro di fanta-filologia e di fanta-bibliografia visto che il saggio presenta un ricco apparato di note come a sottolinearne una presunta scientificità. Ovviamente le fonti utilizzate dall’immaginario biografo sono tutte di pura invenzione.
Attorno al The New Empire Elettrico crea una serie di prodotti artistici, come disegni, pitture, sculture, video, ispirati a situazioni e a personaggi del libro stesso. È il caso dell’installazione permanente Il tempio di Lily Moore per l’edizione del 2004 de’ Le Opere e i Giorni, curata da Achille Bonito Oliva alla Certosa di Padula.
Su questa stessa ricerca si collocano il lavoro per la Quadriennale di Roma nel 2005,  Apotheosys of an alien Pope e la grande installazione realizzata da Elettrico ad Acaya nel 2007 La cena segreta, per il progetto Intramoenia extrart, ancora con la direzione scientifica di Achille Bonito Oliva.
Nel 2016 realizza una mostra multimediale al Museo Pan di Napoli, dal titolo Supernaturalis Historia, dedicata alla saga fantasy Lo scoiattolo e il Graal di cui vengono pubblicati nel 2018, in forma di ebook, i primi tre volumi.
Una sua grande scultura lignea, Glamstaxspalapan, è attualmente accolta nella collezione permanente del Museo MADRE di Napoli.